# Gela Calcio
Maillots
Dernière mise à jour : 3 août 2011.

Logo du club jusqu'en 2006

Le Gela Calcio, anciennement Juveterranova, est un club italien de football fondé en 1994. Il est basé à Gela, dans la province de Caltanissetta, en Sicile. Le club évolue en 2011-2012 en Ligue Pro Première Division.

## Historique
- 1994 : Fondation du club sous le nom de Gela Juveterranova par la fusion de Juventina Gela et  Terranova Gela
- 2006 : Fondé à nouveau sous le nom Gela Calcio
- 2006 - 2010 : Serie C2 renommé Ligue Pro Seconde Division
- 2010 : promu en Ligue Pro Première Division